# Державний фонд сприяння молодіжному житловому будівництву
Державний фонд сприяння молодіжному житловому будівництву  (Державна спеціалізована фінансова установа «Державний фонд сприяння молодіжному житловому будівництва», Держмолодьжитло) — державна установа, створена Кабінетом Міністрів України з метою реалізації в країні державних житлових програм.
Голова правління фонду - Комнатний Сергій Олександрович (з квітня 2017 року)

## Діяльність
На даний момент Держмолодьжитло обслуговує такі державні житлові програми:

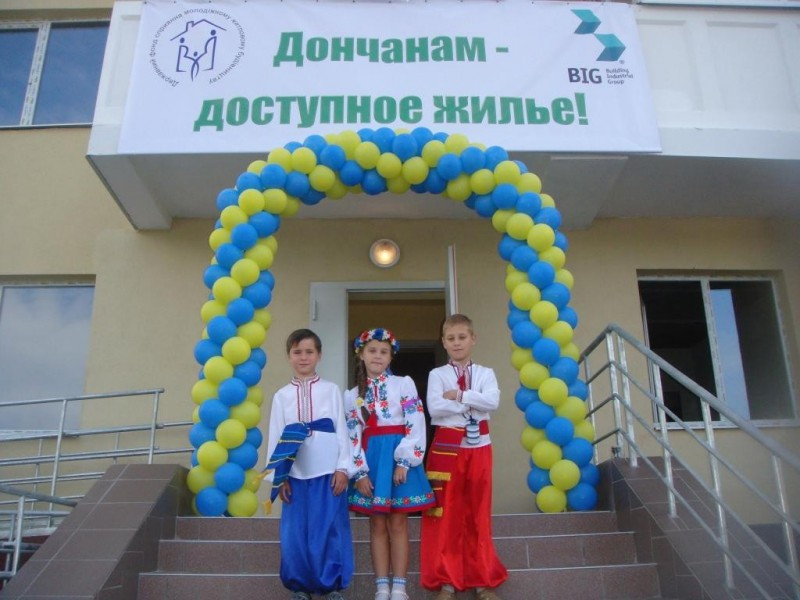
Під час церемонії відкриття будинку, який будувався в рамках державних житлових програм, в місті Донецьк 25 липня 2013 року.

1. Державна програма забезпечення молоді житлом на 2013–2017 роки. Реалізується за механізмом пільгового довготермінового кредитування молоді[2]
2. Доступне житло. Реалізується за механізмом надання підтримки у вигляді сплати державою 30% від нормативної вартості житла[3]
3. Здешевлення вартості іпотечного кредитування. Реалізується за механізмом сплати частини відсоткової ставки іпотечних кредитів, наданих банківськими установами[4]
4. Часткова компенсація. Програма реалізовувалася у період  з 2003 до 2009 роки за механізмом часткової відсоткової ставки кредитів комерційних банків молоді на придбання житла. На теперішній час Державний фонд сприяння молодіжному житловому будівництву супроводжує цю програму у режимі виконання зобов'язань по договорам, укладеним до 2009 року під час дії Програми[5]

## Історія

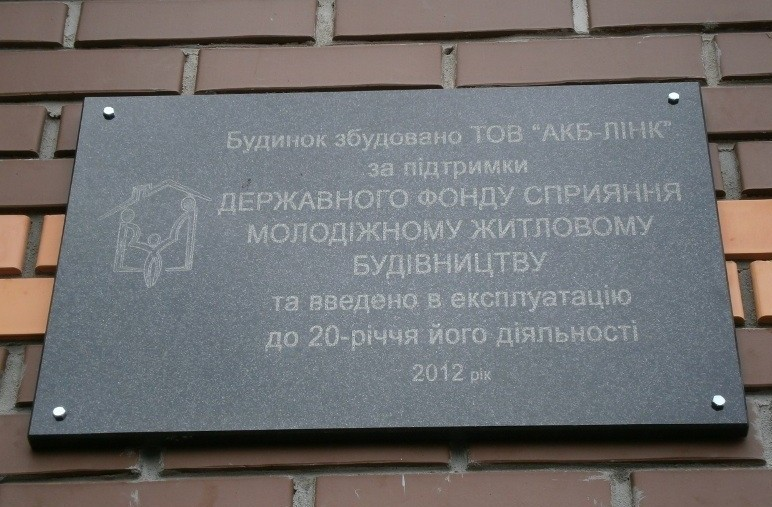
Меморіальна табличка на житловому будинку в м. Кременчук, збудованому за участі у державних житлових програмах, які реалізовує Держмолодьжитло.

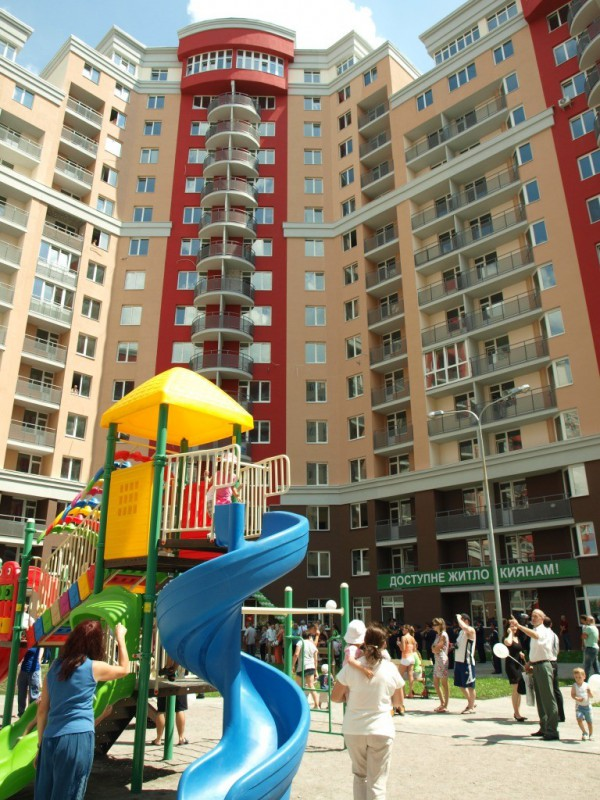
Житловий будинок в місті Києві, на вулиці Симоненка, 5А, збудований в рамках державних житлових програм.

1992 р. — створення Фонду сприяння молодіжному житловому будівництву, спочатку, — як недержавної установи — на базі руху молодіжних житлових комплексів (МЖК). У подальшому, з урахуванням важливості питання забезпечення молоді житлом у державі, Фонд був підпорядкований Мінсімї (1997 р.), далі — реорганізований Урядом в Державний фонд сприяння молодіжному житловому будівництву (2000 р.)
1993 р. — за ініціативи Фонду прийнятий Закон України «Про сприяння соціальному становленню та розвитку молоді в Україні», який визначив принципово новий на той час механізм забезпечення молоді житлом — державне довгострокове пільгове кредитування 
1996 р. — розпочинається формування регіональних управлінь Фонду
1997 р. — Фонд надав перші пільгові кредити молоді за рахунок коштів державного та місцевих бюджетів
2002 р. — прийнята Державна програма забезпечення молоді житлом на 2002–2012 рр., відповідальним виконавцем якої визначений Фонд (сьогодні в Україні також реалізується близько 100 відповідних обласних, районних та міських програм)
2004 р. — виділено рекордну суму на пільгове кредитування молоді — лише з Державного бюджету було засвоєно 122 млн грн.
2005-2008 — Держава поступово втрачає увагу до проблеми забезпечення молоді житлом — відбувається зниження обсягів фінансування
2009 р. — повна зупинка фінансування кредитування молоді з Державного бюджету
2010 р. — державна молодіжна житлова політика стає одним з головних пріоритетів діяльності Уряду: відроджена програма забезпечення молоді житлом. Фонд передано до сфери управління профільного Міністерства — Мінрегіону України. Фонду доручено виконувати нову програму — Державну цільову соціально-економічну програму будівництва (придбання) доступного житла на 2010–2017 роки
2011 р. — у рік святкування 40-річчя руху Молодіжних житлових комплексів розпочався новий етап розвитку державних житлових програм: збільшено майже вдвічі фінансування з загального фонду Держбюджету програми молодіжного пільгового кредитування та програми доступного житла. Фонд за дорученням Мінрегіону розпочав роботу над створенням Єдиного державного реєстру громадян, що потребують поліпшення житлових умов. 14 жовтня група народних депутатів внесла на розгляд Верховної Ради проект Закону «Про особливості державної підтримки забезпечення молоді житлом», який був розроблений за ініціативи Фонду та попереднє пройшов широке громадське обговорення
2012 р. — подовження дії Державної програми забезпечення молоді житлом до 2017 року та залучення Фонду до нових програм: здешевлення вартості іпотечних кредитів
кредитування юридичних осіб, в тому числі ОСББ, для проведення реконструкції, капітальних та поточних ремонтів об'єктів житлово-комунального господарства.
2013 р.  — 3393 сім'ї скористалися різними механізмами державної підтримки, які реалізовує Фонд, для будівництва або придбання доступного житла, що складає 116% до показників 2012 року.
Сформовано та функціонує Єдиний державний реєстр громадян, які потребують поліпшення житлових умов. Створено перший фонд фінансування будівництва виду «А», управителем якого виступає Фонд.

## Скандали
У 2018 році журналісти програми "Гроші" телеканалу 1+1 звинуватили Голову Держмолодьжитла Сергія Комнатного у протиправному отриманні пільгового кредиту Держмолодьжитла на квартиру, попри те, що він вже володів тоді 109 квадратними метрами у столичному пентхаусі та іншою нерухомістю.  [Архівовано 10 січня 2022 у Wayback Machine.]
У 2020 році журналісти телеканалу 1+1 оприлюднили результати журналістського розслідування, в якому наголошують: поки тисячі людей стоять у черзі на житло, голова Держмолодьжитла, який і має допомагати отримувати людям це житло, вже отримав собі кілька квартир.  [Архівовано 13 січня 2022 у Wayback Machine.]